# Högtjärnen (Hedemora socken, Dalarna, 667843-150760)
Högtjärnen är en sjö i Hedemora kommun i Dalarna och ingår i Dalälvens huvudavrinningsområde. Sjön har en area på 0,0448 kvadratkilometer och ligger 136,7 meter över havet. Sjön avvattnas av vattendraget Kräftbäcken.

## Delavrinningsområde
Högtjärnen ingår i det delavrinningsområde (667868-150720) som SMHI kallar för Mynnar i Lustån. Medelhöjden är 150 meter över havet och ytan är 3,3 kvadratkilometer. Räknas de 4 avrinningsområdena uppströms in blir den ackumulerade arean 25,69 kvadratkilometer. Kräftbäcken som avvattnar avrinningsområdet har biflödesordning 3, vilket innebär att vattnet flödar genom totalt 3 vattendrag innan det når havet efter 145 kilometer. Avrinningsområdet består mestadels av skog (60 procent) och jordbruk (13 procent). Avrinningsområdet har 0,05 kvadratkilometer vattenytor vilket ger det en sjöprocent på 1,4 procent.